# Joseph Rebell
Joseph Rebell (ur. 11 stycznia 1787 w Wiedniu, zm. 18 grudnia 1828 w Dreźnie) – austriacki malarz realista specjalizujący się w pejzażu i akwareli.

## Życiorys
W latach 1799–1809 studiował w wiedeńskiej Akademii Sztuk Pięknych. Początkowo uczył się krótko rysunku architektonicznego pod kierunkiem architekta Louisa Montoyera, później u Fredericha Augusta Branda i wreszcie u Michaela Wutky’iego, u którego zwrócił się ku malarstwu pejzażowemu. W latach 1809–1810 przebywał w Szwajcarii, następnie do 1812 roku w Mediolanie i od 1813 do 1815 w Neapolu, gdzie pracował dla Karoliny Bonaparte, żony Joachima Murata i ówczesnego króla Neapolu. W latach 1816–1824 przebywał w Rzymie. W roku 1824 cesarz Franciszek II Habsburg mianował go dyrektorem Cesarskiej Galerii Malarstwa i zarządcą pałacu Belvedere w Wiedniu. W tym samym roku został profesorem i kierownikiem wydziału pejzażu w Akademii Wiedeńskiej. Zmarł na gruźlicę podczas podróży do Drezna.

## Twórczość
Josef Rebell czerpał inspirację z twórczości angielskich i francuskich malarzy, szczególnie zaś Claude’a Lorraina i Josepha Antona Kocha. Jest jednym z pierwszych przedstawicieli malarstwa realistycznego w kręgu kultury niemieckojęzycznej i jednym z najznamienitszych austriackich pejzażystów XIX wieku. Razem z Franzem Steinfeldem należy do twórców nurtu realistycznego malarstwa pejzażowego w Austrii.